# Fronteira Chile–Peru
A fronteira entre o Peru e o Chile é a linha que se estende na região andina, no sentido sudoeste-nordeste e separa o Chile (ao sul) do Peru. Vai desde o litoral do Oceano Pacífico, próximo a Arica no norte do Deserto de Atacama, até tríplice fronteira com a Bolívia.
Essa linha fronteiriça passou a existir e foi definida com a vitória chilena sobre o Peru na Guerra do Pacífico (1879-1884), quando Chile tomou do Peru a região de Atacama e a Bolívia, que até então estendia suas fronteiras com Chile e Peru até o oceano, perdeu sua saída para o mar.
Desde 16 de janeiro de 2008, existia uma controvérsia entre os dois países sobre o tema da delimitação marítima. Foi finalmente resolvida em 27 de janeiro de 2014 perante a Corte Internacional de Justiça. 
Há um projeto boliviano com o objetivo de construir sob essa fronteira, e esta até o Oceano Pacífico, um túnel de 150 quilômetros, ou seja, o mais longo do mundo, para devolver ao país o acesso ao mar que perdeu na sequência da Guerra do Pacífico.